# Lanu
Lanu is een bestuurslaag in het regentschap Timor Tengah Selatan van de provincie Oost-Nusa Tenggara, Indonesië. Lanu telt 901 inwoners (volkstelling 2010).